# ابن جلنک
احمد بن ابی‌بکر حلبی شهرت‌یافته به ابن جَلَنک شاعر و لقب‌گرفته به شیخ، شهاب‌الدین (؟ -۱۳۰۱م) ادیب و شاعر شامی در سدهٔ هفتم هجری بود که در محاصرهٔ حلب به‌دست مغولان، اسیر و کشته شد.
او را ادیبی ظریف و شاعری ماهر دانسته‌اند که مدتی قضاوت دمشق را نیز برعهده داشت.   